# Мільйон подяк
Мільйон подяк (англ. Thanks a Million) — американський комедійний мюзикл, мелодрама режисера Рой Дель Рута 1935 року.

## Сюжет
Артисти проводять політичний мітинг, щоб стати частиною шоу. Один з них виступає з промовою замість сп'янілого кандидата і його обирають, щоб він став новим кандидатом, яких пізніше виставляє їх як шахраїв.

## У ролях
- Дік Пауелл — Ерік Ленд
- Енн Дворак — Саллі Мейсон
- Фред Аллен — Нед Лиман
- Петсі Келлі — Фібі Мейсон
- Пол Вайтман — Пауелл Вайтман — Керівник оркестру
- Рамона — танцюрист
- Реймонд Волберн — суддя Каллімен
- Девід Рубінофф — скрипаль
- Хлопці з Яхт-клуба — квартет
- Бенні Бейкер — корумпована політична організація
- Ендрю Томбс — містер Грасс
- Алан Дайнгарт — містер Крюгер
- Пол Гарві — Максвелл
- Едвін Максвелл — містер Кейсі
- Маргарет Ірвінг — місіс Крюгер